# Epactris lotina
Epactris lotina är en fjärilsart som beskrevs av Edward Meyrick 1916. Epactris lotina ingår i släktet Epactris och familjen äkta malar. Inga underarter finns listade i Catalogue of Life.